# Volkswagen Kever

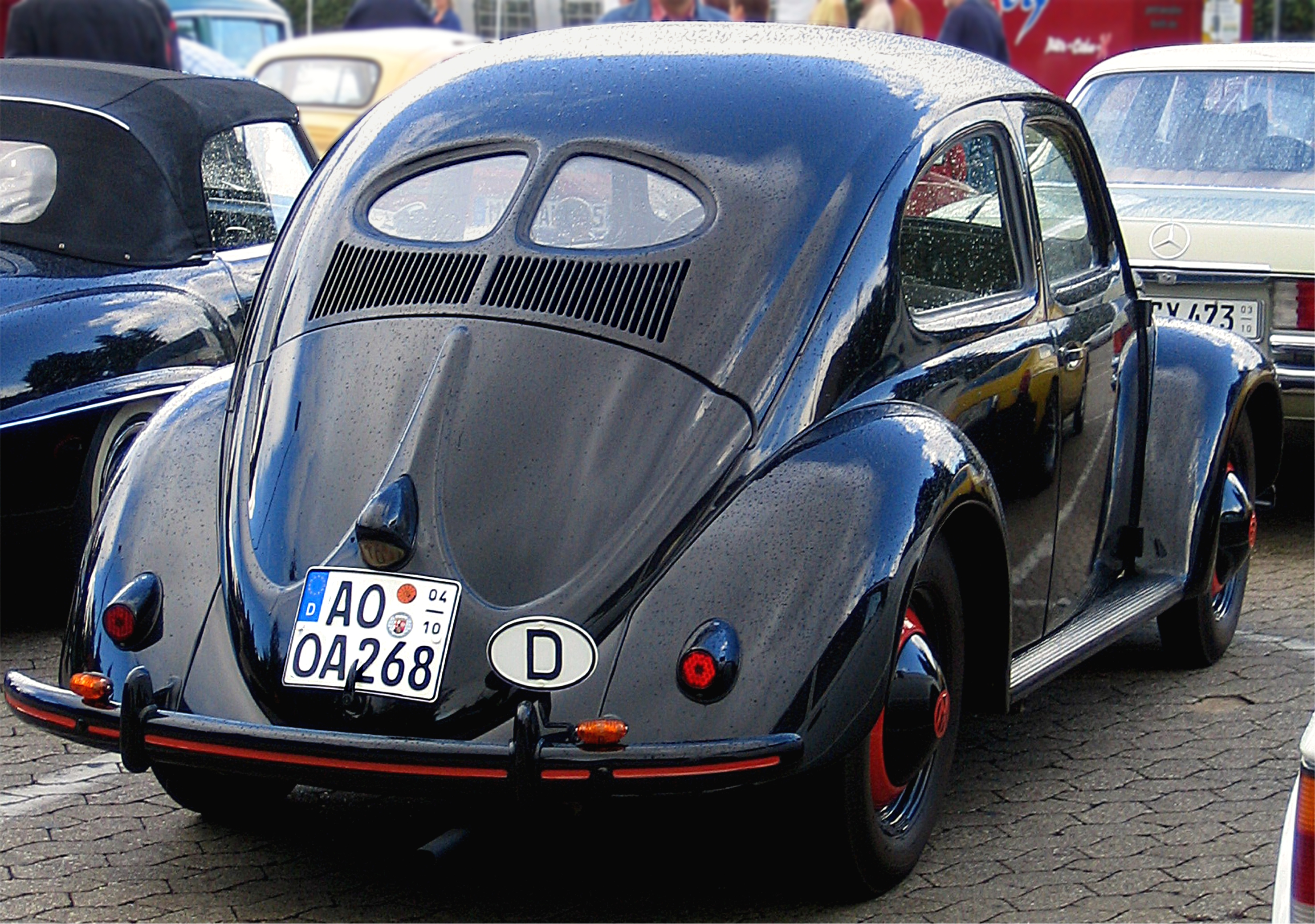
VW Standard uit 1951, in Nederland ook wel brilkever genoemd vanwege de typerende achterruitjes.

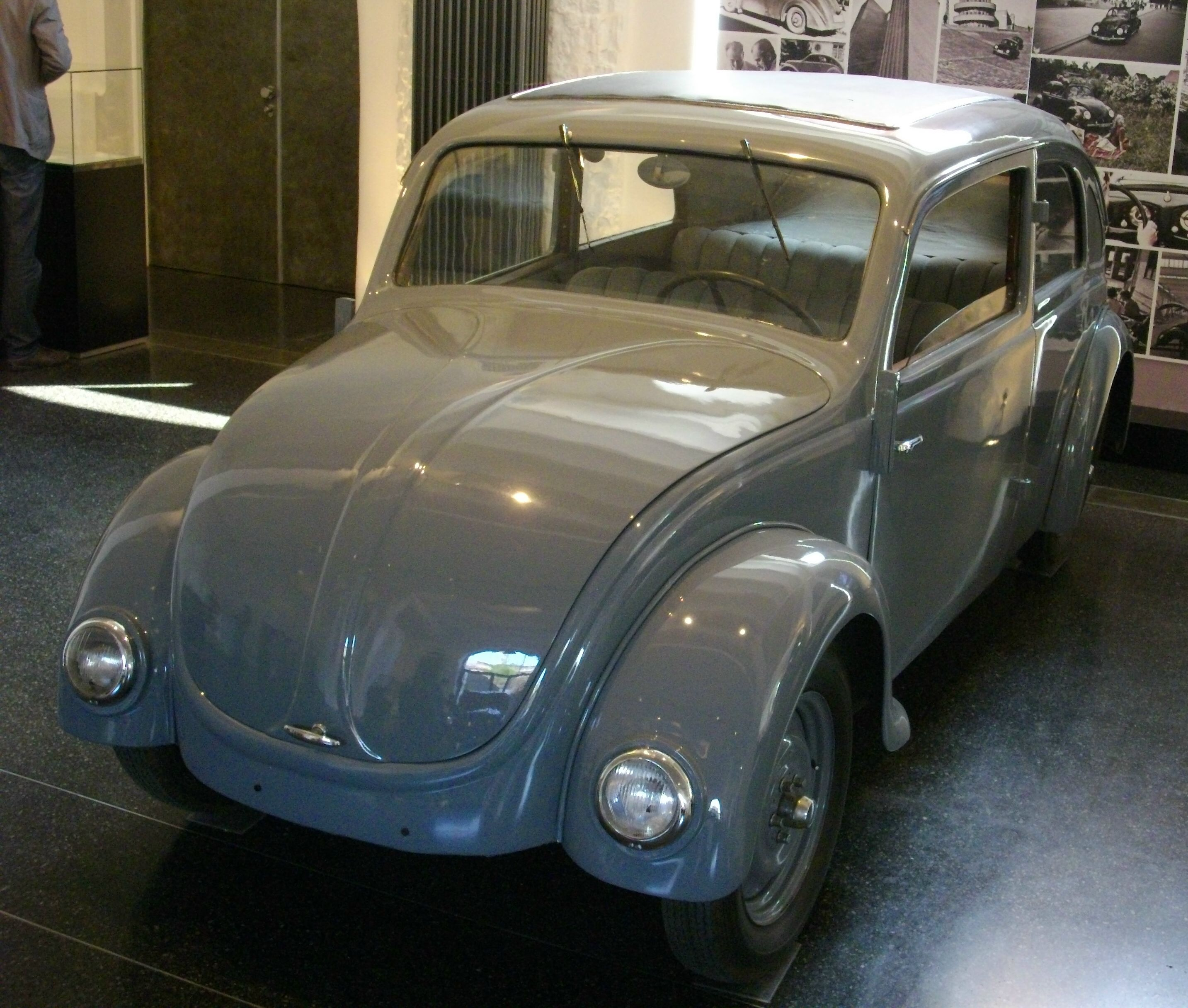
Prototype uit 1934, door Ferdinand Porsche ontworpen voor NSU

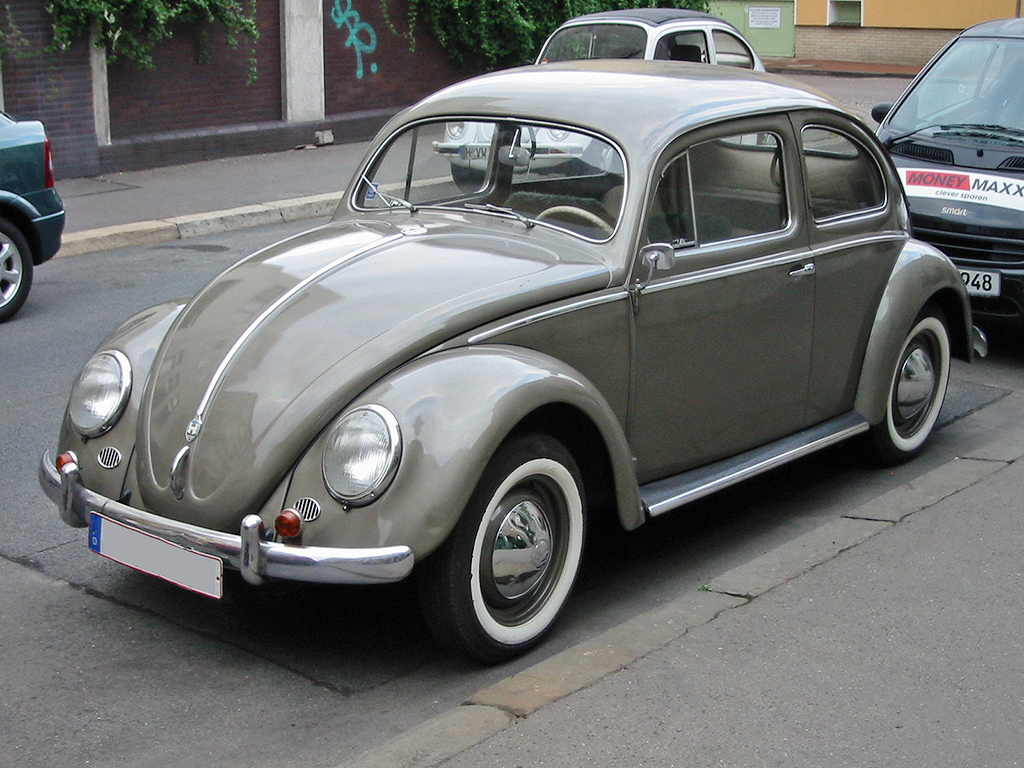
De kever Ovali uit 1953.

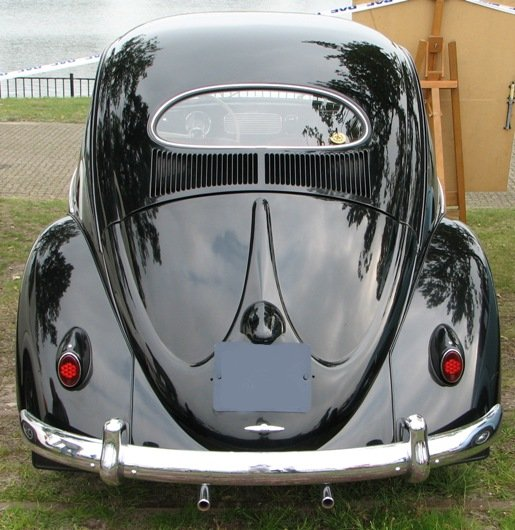
"Ovaaltje"

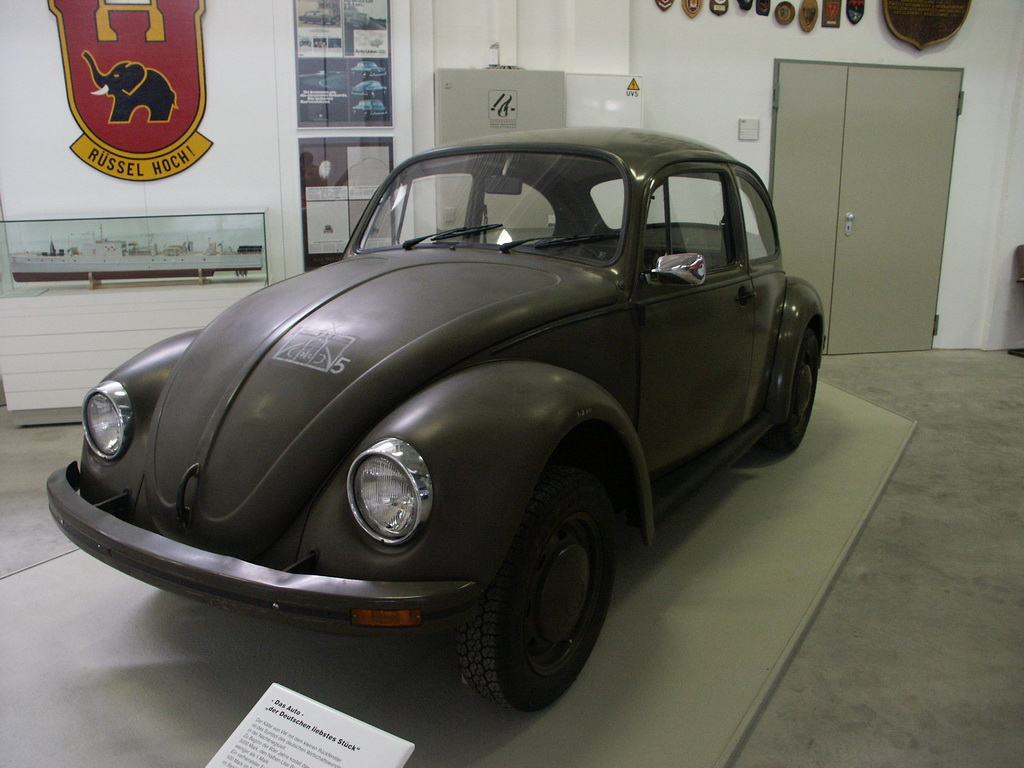
Een kever in het Bundeswehrmuseum in Dresden.

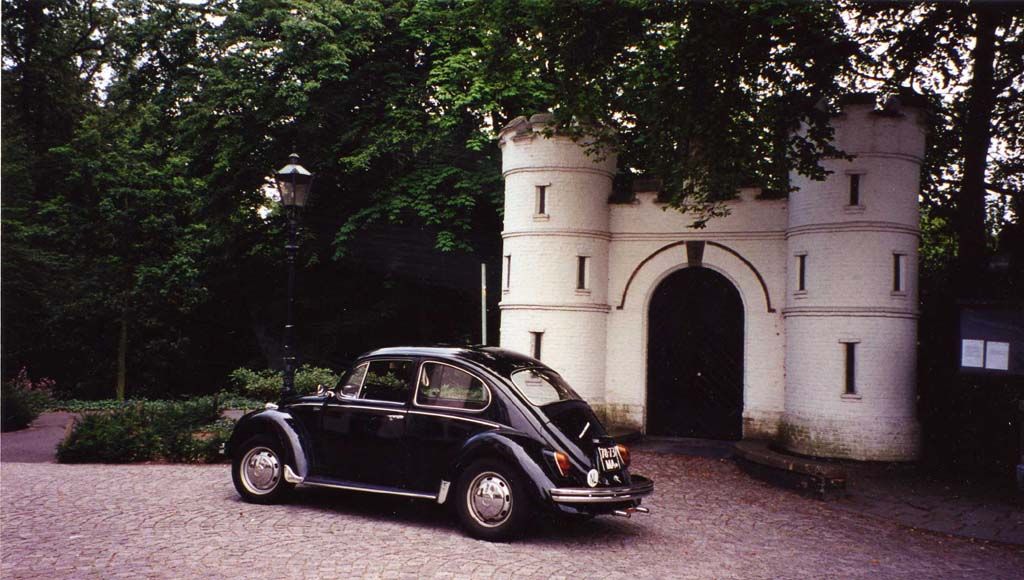
VW 1300 uit 1969, met chroomaccenten.

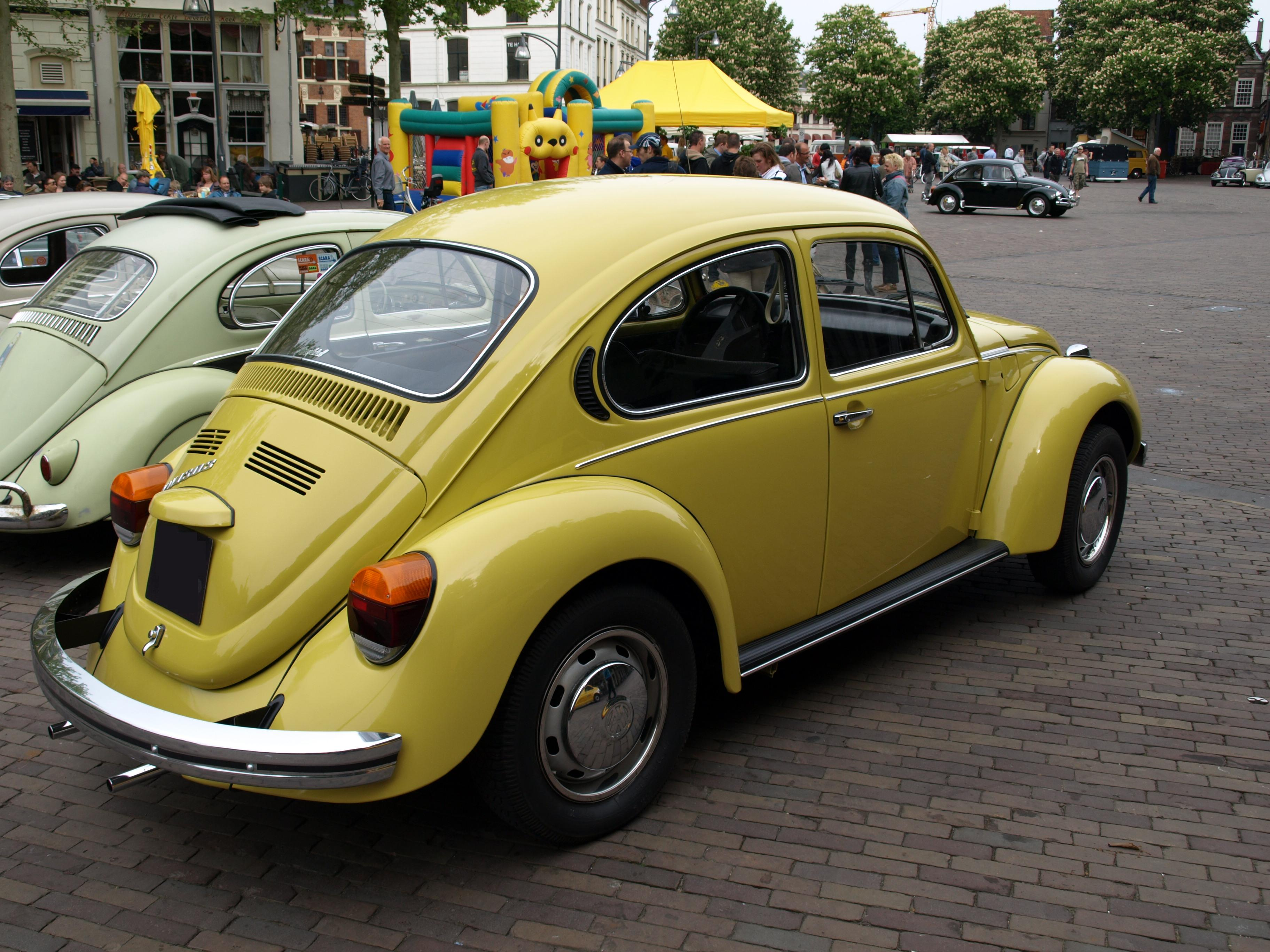
Bouwjaar 1973, met de grote achterlichten ("Olifantsvoeten").

De Volkswagen Kever, die werd gebouwd van 1938 tot 2003, is de bekendste Volkswagen, de bekendste Duitse auto, en in het algemeen een van de bekendste auto's ooit. Tot 1967 werd hij Typ 1, 1200, 1300 genoemd (naar de motorinhoud in cc), maar in de volksmond werd hij, vanwege de vorm, "kever" genoemd, waarna de fabrikant die naam zelf ook ging gebruiken. Van de Volkswagen Kever zijn van 1937 tot 2003 meer dan 20 miljoen stuks geproduceerd. Daarmee is hij de langst en de meest geproduceerde wagen op eenzelfde platform.

## Geschiedenis

### Voorgeschiedenis
De Kever was een combinatie van ideeën, die door Ferdinand Porsche werden samengebald toen hij van Adolf Hitler opdracht kreeg om een auto voor het volk te ontwerpen. Grote delen ervan zijn echter niet door Porsche, maar door Béla Barényi en/of Erwin Komenda ontworpen. Beiden claimen de oorspronkelijke bedenker van het concept te zijn. Volgens anderen zou de Hongaar Josef Ganz de ontwerper zijn. Het blijft vooralsnog onduidelijk wie de werkelijke bedenker was van het concept.
De kenmerkende luchtgekoelde viercilinderboxermotor van de Kever, die achterin is geplaatst, werd ontworpen door Franz Reimspiess. Hitler maakte het mogelijk tot productie over te gaan, maar doordat de fabriek al snel voor de oorlogsindustrie werd ingeschakeld was er weinig mogelijkheid om de Kever als volksauto te introduceren. Het concept werd meer als propagandamiddel voor Kraft durch Freude gebruikt. Pas na de oorlog kwam de productie echt van de grond.
De eerste prototypen hadden geen achterruit. Bij het testen werd hierover geklaagd en werden er twee kleine ruitjes geplaatst. De ruitjes leken een beetje op de glazen van een bril, en daarom worden de eerste Kevers wel Brilkevers genoemd.

### Wolfsburg
Na de Tweede Wereldoorlog kwamen de Volkswagenfabriek en de "Stadt des KdF-Wagens" in het Britse gedeelte van Duitsland te liggen. De Britse majoor Ivan Hirst liet de autoproductie hervatten voor de herstelbetaling. De plaatsnaam werd veranderd in Wolfsburg, naar het nabijgelegen slot. De fabrieksnaam werd Wolfsburg Motor Works. Later noemde men het bedrijf Volkswagen. In 1948 werd Heinz Nordhoff directeur.

### Productie
Op 27 december 1945 werd onder Brits gezag in Hannover de eerste naoorlogse VW-Kever geproduceerd. Deze had de oorspronkelijke Kdf-motor van 985 cc met vermogen van 23 pk. Aanvankelijk werden de auto's alleen verkocht aan nutsbedrijven. Voor de particuliere verkoop op de binnenlandse markt werd onder auspiciën van de Britse bewind door Volkswagen een dealernetwerk opgezet met 10 hoofddistributeurs en 28 dealers. Op 17 juli 1946 kreeg een dealer in Essen de eerste Volkswagen geleverd.
 
Na het vertonen van de Volkswagen op de exportbeurs van 18 augustus tot 7 september 1947 in Hannover, werd het mogelijk om orders te plaatsen. Het eerste exportland was Nederland, waarvoor de gebroeders Ben en Wijnand Pon op 8 augustus 1947 het importeurschap met Volkswagen overeenkwam. Dit was reeds volgens een toezegging uit 1939, waarin werd vastgesteld dat Pon's Automobielhandel de KdF-auto's mocht gaan importeren. Er werden door Pon 200 auto's besteld. Begin oktober 1947 werden vijf exemplaren aan Nederland als eerste exportland geleverd, gevolgd door nog 56 exemplaren. Hiermee begon de verkoop aan particulieren en dat werd een groot succes, mede door de gunstige prijs. Exportcontracten werden in 1948 afgesloten met importeurs in België, Luxemburg, Zwitserland, Zweden en Denemarken. In 1948 werden 4464 modellen geëxporteerd, voor de thuismarkt waren 15.078 modellen geproduceerd. De exportmodellen hadden een glanzende kunstharslak en waren beter aangekleed dan de standaardmodellen voor de binnenlandse verkoop.
Export naar de Verenigde Staten van Amerika vond plaats vanaf in 1949 en naar Canada en Groot-Brittannië in 1952.

### Verbeteringen
In het begin van de jaren vijftig werd de achterruit 50% groter. Kevers van dit type noemt men vaak Ovaaltje. De achterruit zou in 1957 nog een keer vergroot worden, en werd ook iets rechthoekiger. De A- en B-stijl bleven wel even dik in tegenstelling tot nog latere modellen. Deze uitvoering kreeg dan ook de bijnaam "dickholmer" (uit het Duits: dikke spijlen).
De Kever werd met de jaren steeds een klein beetje veranderd, zodat Kevers uit 1949 en uit 1970 nog maar één onderdeel gemeen hadden: de rubber afdichtstrip van de motorklep.
De cilinderinhoud van de motor werd geleidelijk aan vergroot van 1100 cc tot 1584 cc. Het vermogen en de topsnelheid namen daarmee aanzienlijk toe. De veiligheid werd ook verbeterd, bijvoorbeeld door de toepassing van grotere bumpers, grotere koplampen, duidelijkere richtingaanwijzers, betere remmen en grotere achterlichten.

### Superbeetles
De grootste verandering werd doorgevoerd in de jaren zeventig. Tussen augustus 1970 en januari 1980 werden naast het standaardmodel ook de 1302- en 1303-modellen gebouwd, die Volkswagen zelf (vooral in Amerika) Superbeetles noemde. De 1302 (sedan en cabriolet) is slechts twee jaar (van augustus 1970 tot en met juli 1972) gebouwd. De 1303 sedan is gebouwd van augustus 1972 tot en met juli 1975 en de 1303 cabriolet tot en met januari 1980.
Een paar opvallende wijzigingen die Volkswagen in deze modellen doorvoerde zijn een kortere draaicirkel (hoewel de wielbasis 2 cm langer was) en een bijna verdubbelde bruikbare bagageruimte (260 liter in plaats van 140 liter) onder de voorklep. Dit laatste was te danken aan de betere positionering van het reservewiel, dat in een Superbeetle plat kon worden neergelegd doordat de vooras was vervangen door een voorwielophanging met MacPherson veerpoten. Het 1303-model heeft een opvallende bolle voorruit die 42% groter is dan die van zijn voorganger.

### Weltmeister
In 1972 verbrak de Kever het record van de Ford Model T als meest geproduceerde auto. Ter gelegenheid van dit record werd een speciale uitvoering gebouwd, de Weltmeister. Van deze Kever zijn tussen 19 februari en 31 maart 1972 circa 5000-6000 stuks geproduceerd. Kenmerken zijn de 1300-motor, Marathon metallic lak, Weltmeistervelgen, achteruitrijlichten, achterruitverwarming en speciale bekleding.

### Het einde
Van de Volkswagen Kever zijn in totaal 21 529 464 exemplaren gebouwd. De Kever was hiermee in 2003 de op een na meest verkochte wagen ter wereld (na de Volkswagen Golf). De laatste klassieke Volkswagen Kever werd gebouwd op 30 juli 2003 in Puebla, Mexico. De laatste komt uit de serie 'Última Edición', die in een beperkte oplage van 3000 exemplaren werd gebouwd in de kleuren blauw en beige. Deze editie was uitgevoerd met een 46 pk-injectiemotor en was standaard voorzien van een radio-cd-speler en alarm. Hij was alleen beschikbaar voor de lokale (Mexicaanse) markt. Toch zijn er honderden exemplaren in het buitenland (Europa, Japan, VS en Australië) terechtgekomen bij liefhebbers die deze zelf importeerden. De productie van de Kever is stilgezet, maar er worden nog wel bouwpakketten verscheept vanuit Mexico en onderdelen blijven nog zeker tien jaar leverbaar.
De productie in Duitsland was al gestopt in 1978. De laatste Kever kwam uit de fabriek in Emden. Het model werd vervangen door de in 1974 geïntroduceerde Volkswagen Golf I.

### DeNew Beetle

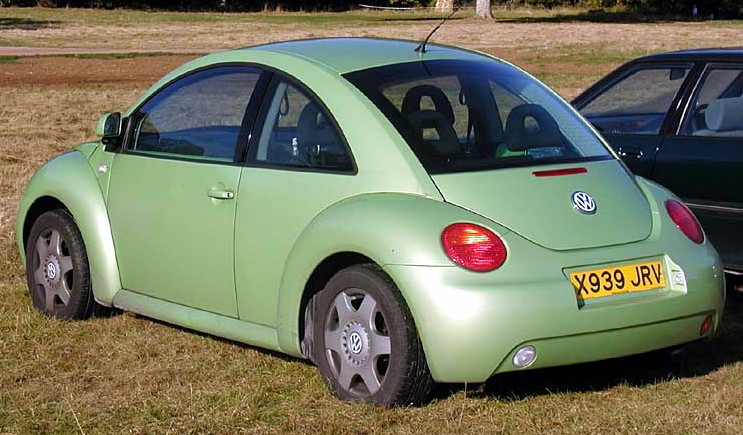
VW New Beetle

In 1998 startte het Volkswagen concern met het bouwen van de New Beetle, een retro-uitvoering van de originele Kever. De cabriolet-versie hiervan verscheen in 2003. Hoewel de New Beetle geïnspireerd is op de Kever, is deze technisch gebaseerd op de Volkswagen Golf. In 2011 werd een nieuwe New Beetle, deze keer opnieuw "Beetle" genaamd, gepresenteerd. De productie van die laatste werd in 2019 beëindigd.

## Volkswagen Kever Cabrio

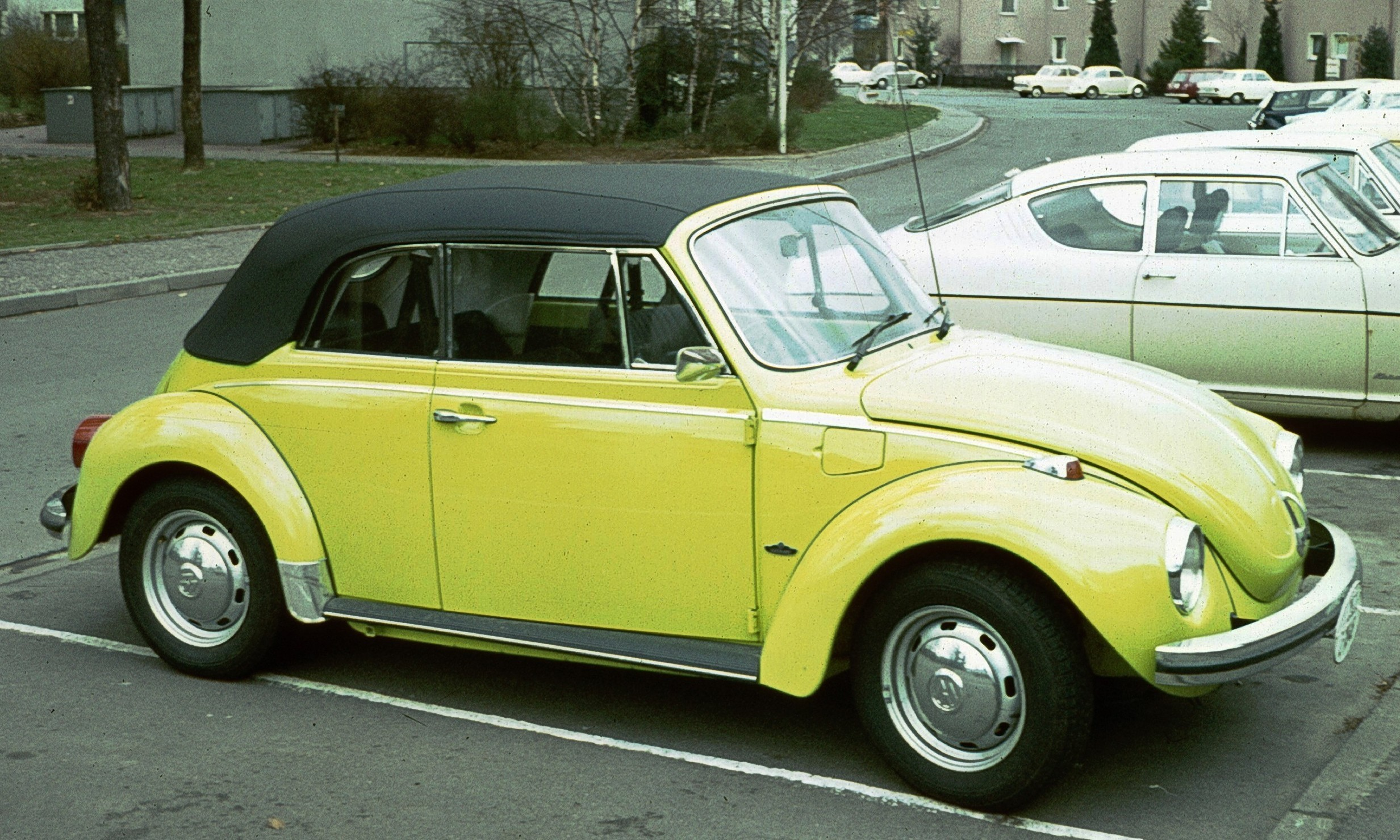
VW Kever 1303 Cabrio 1972

Van de Volkswagen Kever werd in 1948 een tweezits cabrioletversie gepresenteerd. Bij deze uitvoering, ontworpen door carrosseriebouwer Hebmüller, werd het dak in een ruimte tussen de twee stoelen en het motorcompartiment gevouwen. Hebmüller kreeg een order voor 2.000 exemplaren. Nadat hiervan 696 stuks waren afgeleverd legde een brand de fabriek grotendeels in de as. De productie werd nog wel hervat, maar in totaal werden slechts 750 exemplaren gebouwd voordat de fabriek in 1952 wegens financiële problemen werd gesloten. Tegenwoordig zijn Hebmüller Kevers een fortuin waard.
Carrosseriebouwer Karmann in Osnabrück bouwde een vierzits Volkswagen Kever Cabrio. Omdat het dak nu niet achter de voorstoelen kon verdwijnen, werd het op de carrosserie opgevouwen, net als de kap van een kinderwagen. Op basis van de Kever bouwde Karmann van 1955 tot 1979 ook de Volkswagen Karmann Ghia.

## Volkswagen Kever in films

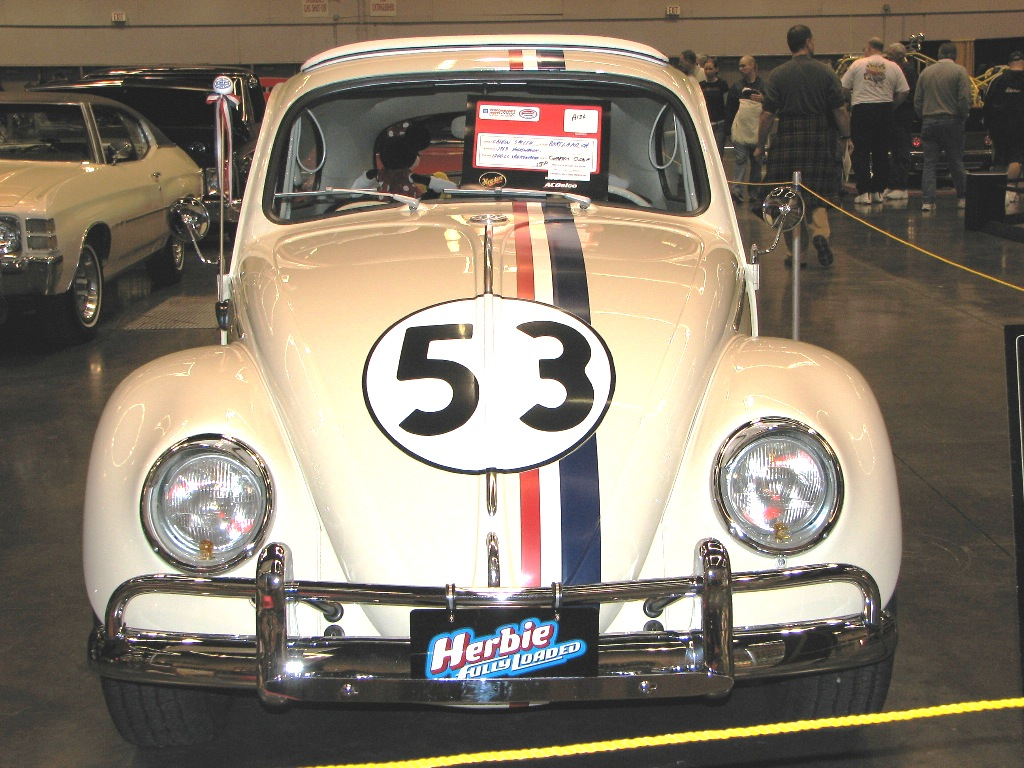
Herbie

De kever speelt een hoofdrol in de Herbie-films:
- The Love Bug (1969)
- Herbie Rides Again (1974)
- Herbie Goes to Monte Carlo (1977)
- Herbie Goes Bananas (1980)
- Herbie: Fully Loaded (2005)

De kever DuDu (een 1303 van modeljaar 1972), speelde een hoofdrol in een andere, Duits-Oostenrijkse kinder filmserie:
- Ein Käfer geht auf's Ganze (1971)
- Ein Käfer gibt Vollgas (1972)
- Ein Käfer auf Extratour (1973)
- Das verrückteste Auto der Welt (1975)
- Zwei tolle Käfer räumen (1978)

Daarnaast speelde de Kever een rol in onder meer
- The Cars that Ate Paris (1974)
- Grijpstra en de Gier (als politiewagen) (1979)

Ook speelt de kever een grote hoofdrol in de Transformers film Bumblebee (film) uit 2018.
In de films over seriemoordenaar Ted Bundy komt de Kever ook prominent voor aangezien Bundy vrijwel altijd in dit type auto reed.
- Biblioteca Nacional de España: XX4576900
- Bibliothèque nationale de France: cb11964470b (data)
- Gemeinsame Normdatei: 4063881-9
- Library of Congress Control Number: sh98000657
- Nationale Bibliotheek van Tsjechië: ph486105
- Nationale Bibliotheek van Israël: 987007556417705171